# Sky Sport Arena
Sky Sport Arena è un canale televisivo italiano edito da Sky Italia.
La programmazione del canale è interamente dedicata ad altri sport tra cui tennis, baseball, rugby e wrestling, ma trasmette anche alcune partite di calcio della Bundesliga tedesca.
Nato il 31 luglio 2003 in contemporanea con la nascita della piattaforma satellitare Sky, il canale ha assunto l'attuale denominazione a partire dal 2 luglio 2018 in seguito ad un rinnovamento dell'offerta di Sky Sport.
È visibile sul canale 204 di Sky per gli abbonati al pacchetto Sky Sport ed è disponibile in streaming su Sky Go e Now.

## Eventi sportivi
- Bundesliga (fino al 2024 in esclusiva)
- FIBA EuroBasket 2021
- FIBA EuroBasket 2021 Qualifiers
- FIBA AfroBasket 2021
- FIBA AmeriCup 2021
- FIBA AsiaCup 2021
- ATP World Tour Masters 1000 (fino al 2023)
- ATP World Tour Finals (fino al 2023)
- Torneo di Wimbledon (fino al 2022)
- ATP World Tour 500 series (Queen's, Tokyo e Vienna, fino al 2020)
- ATP World Tour 250 series (Monaco di Baviera, Båstad, Atlanta, Metz e Stoccolma, fino al 2020)
- Internazionali d'Italia (due quarti di finale, semifinali e finale del torneo femminile, fino al 2020)
- Currie Cup (semifinali e finale in diretta esclusiva)
- Mitre 10 Cup (finale in diretta esclusiva)
- Super Rugby (2020)
- The Rugby Championship (2020)
- Test match (tutti i test match disputati in Nuova Zelanda, Australia, Sudafrica e Inghilterra in diretta esclusiva)
- All Elite Wrestling
- MLB (fino al 2026)
- EHF Champions League (maschile)
- Coppa del Mondo 2021 di pallamano

## Loghi

2 luglio 2015 – 2 luglio 2018
2 luglio 2018 – 19 settembre 2020
In uso dal 19 settembre 2020